# Stora Tuna IK
Stora Tuna IK är en idrottsklubb i Borlänge i Sverige. Klubben bildades 1927, och har haft sektioner för fotboll, friidrott, gymnastik, orientering, skidsport, sportskytte och triathlon. 
Den största delen av verksamheten utgjordes av orientering, som hade 763 medlemmar varav 356 aktiva. Klubben har fostrat flera duktiga löpare genom åren, till exempel Annichen Kringstad. Klubben var mycket starka på ungdomssidan. De vann 10-milas ungdomsstafett 2006 och 2007. 2007 var tre av de första fyra lagen i stafetten ifrån klubben. År 2008 vann klubben 10-milas damstafett. Orienteringssektionen har bildat en separat förening, Stora Tuna OK.